# سیارک ۶۹۲۳
سیارک ۶۹۲۳ (به انگلیسی: 6923 Borzacchini، نامگذاری:1993SD) شش هزار و نهصد و بیست و سومین سیارک کشف شده‌است که در ۱۶ سپتامبر ۱۹۹۳ کشف شد.
قدر مطلق سیارک برابر ۱۳٫۹۰ است.